# Franciszek Wichura
Franciszek Wichura (Franek, Król astrachańskich szos) – postać literacka z książki Janusza Przymanowskiego „Czterej pancerni i pies”, a także postać filmowa z polskiego serialu telewizyjnego pod tym samym tytułem (1966–1970).

## Życiorys
Wichura pochodził z Warszawy, gdzie jego wujek był taksówkarzem. W czasie okupacji radzieckiej został deportowany do Kazachstanu. W 1 Brygadzie Pancernej zostaje kierowcą samochodu ciężarowo-terenowego. W chwili gdy załoga „Rudego” otrzymała nowy pięcioosobowy czołg, Wichura dołącza do niej jako strzelec-radiotelegrafista. W powieści, na koniec III tomu, ożenił się z Hanią – bliźniaczką z Gdańska.
W serialu w rolę Franka wcielił się Witold Pyrkosz.

## Odznaczenia
- Krzyż Walecznych – odznaczenie nosi po raz pierwszy w czasie ślubu Janka z Marusią i Gustlika z Honoratą.
- Medal „Za zdobycie Berlina” – odznaczenie nosi po raz pierwszy w czasie ślubu Janka z Marusią i Gustlika z Honoratą.

## Stopnie wojskowe
- kapral – stopień noszony od odcinka 1 do 20
- plutonowy – w maju 1945 prawdopodobnie za akcję „Hermenegilda” lub udział w walkach o Berlin – odcinek 21

## Pierwowzory historyczne
Pierwowzorem postaci miał być Franciszek Zawierucha.
Wichura był wprowadzony do powieści i serialu jako postać epizodyczna. Na prośbę widzów osoba króla kazachstańskich szos została rozszerzona do roli drugoplanowej, stając się na koniec drugiej serii (na początku III tomu) członkiem załogi „Rudego”.